# Curt Eiberling
Curt Gunnar Rudolf Eiberling, född 5 januari 1927 i Torsås församling, Kalmar län, död 12 maj 2004 i Vällingby församling, Stockholms län, var en svensk poet och författare  inom den nationella rörelsen.
Eiberling, som även arbetade som folkskollärare, gav ut ett antal diktsamlingar präglade av nationalistiskt tankegods, bland annat Idealismens förtrupper (1977), Vi nationella (1978), Arbete och drömmar (1980), En djupare människa (1984) och De eviga fästena (1989). Bland hans mer prosaiska verk kan nämnas den socialrealistiska novellsamlingen Germansk ande (1994). För diktsamlingen Arisk gemenskap (2002) dömdes han 2004 till hets mot folkgrupp.